# HMS Glory (R62)

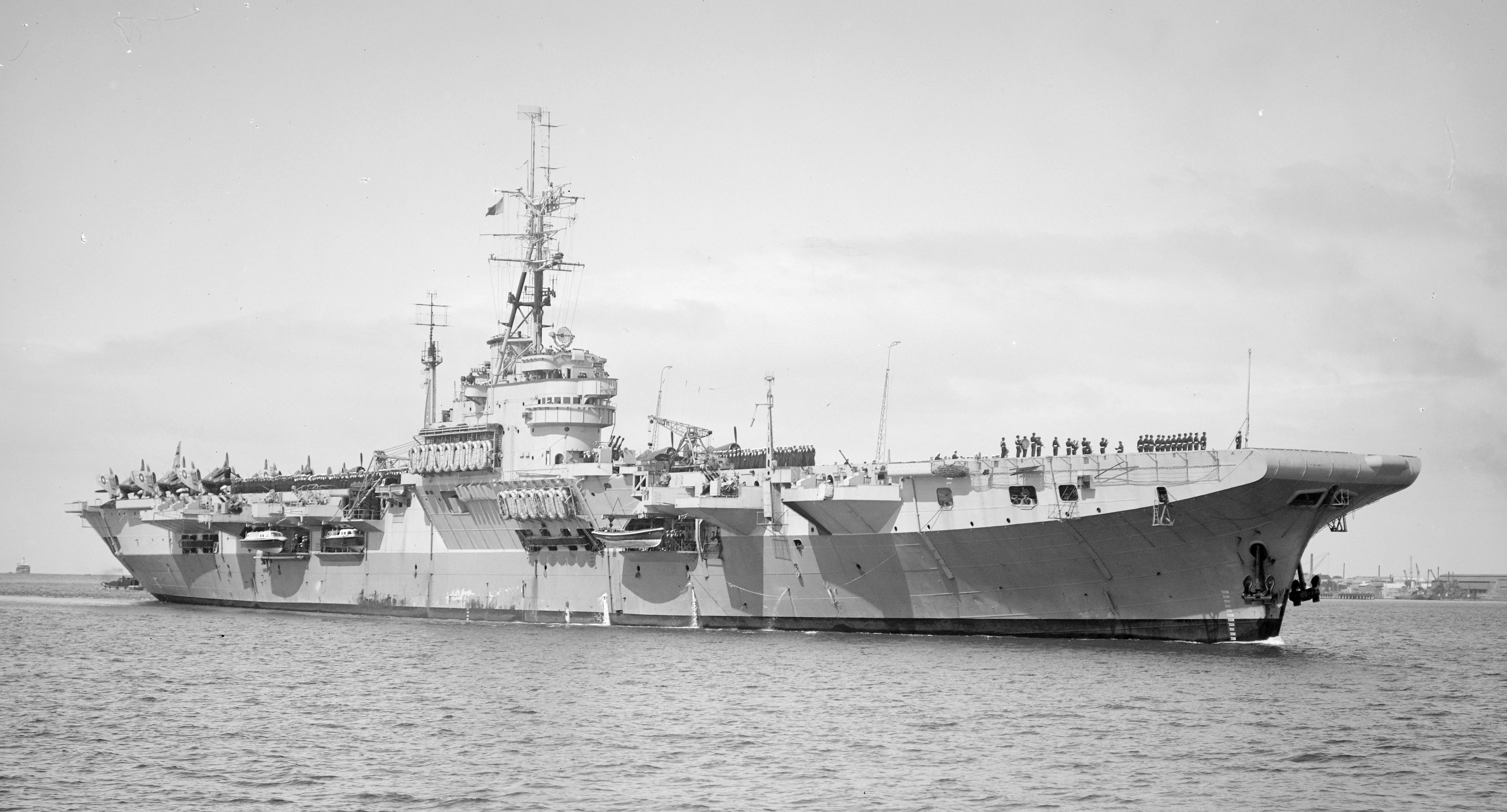
HMS Glory till sjöss, 1946.

HMS Glory (R62) var ett hangarfartyg av Colossus-klass i brittiska Royal Navy. Hon kölsträcktes den 8 november 1942 av Stephens vid Govan. Hon sjösattes den 27 november 1943 av Lady Cynthia Brookes, fru till Nordirlands premiärminister. Fartyget togs i tjänst den 2 april 1945 för färd till Stilla havet med en flygflottilj bestående av Barracudas (837 Naval Air Squadron) och Corsairs (1831 Naval Air Squadron). I Sydney anslöt hon sig till 11th Aircraft Carrier Squadron i brittiska Stillahavsflottan i krigets slutskede. Glory kom till Rabaul kort därefter den 6 september 1945 för att godta kapitulationen av den japanska garnisonen där.
Efter kapitulationen vid Rabaul assisterade Glory i återerövringen av Hongkong och gick därefter till Australien och Kanada i britternas motsvarighet till Operation Magic Carpet. Fartyget återvände till Storbritannien 1947 och placerades i reserven. I november 1949 togs hon ur reserven och återvände i full tjänstgöring bara lite över ett år senare i december 1950.
Glory grupperades sedan i Korea i april 1951 för den första av tre krigstida grupperingar. Den första avslutades i september det året men Glory var tillbaka på posten från januari till maj 1952 och november 1952 till maj 1953. Efter den väldigt aktiva tjänstgöringen i Koreakriget agerade Glory som färja, truppfartyg och helikopterbas 1954. År 1956 avslutades hennes aktiva karriär och hon placerades i reserven. 1961 såldes Glory för skrotning i Inverkeithing.

## Salutkanoner
Medan hon låg i reserven vid Rosyth avlägsnades fyra kanoner och tillfördes HMS Caledonia för användning som salutbatteri. De fyra kanonerna beskrevs som "Artilleri, snabbskjutande, Hotchkin, 3 pdr, Mark 1" och tillverkningen daterades till 1888, 1898, 1904 och 1915. Dessa kanoner användes av lärlingar på HMS Caledonia för att salutera kungliga besök och fartyg tills Marine Engineering School stängdes 1985.

## Galleri

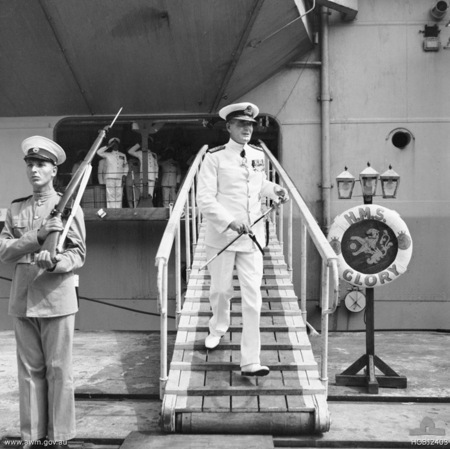
Viceamiral Sir Guy Russell, Commander in Chief Far East Station, lämnar sitt flaggskepp HMS Glory i Kure, Japan, september 1951.
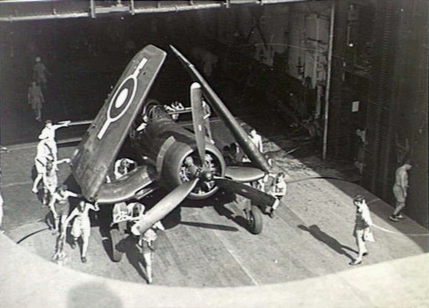
En 1831 Sqn Corsair ombord HMS Glory, utanför Rabaul, 1945.
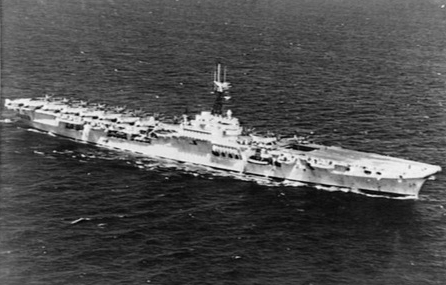
HMS Glory utanför Korea, 1951.